# Effondrement de la civilisation maya classique

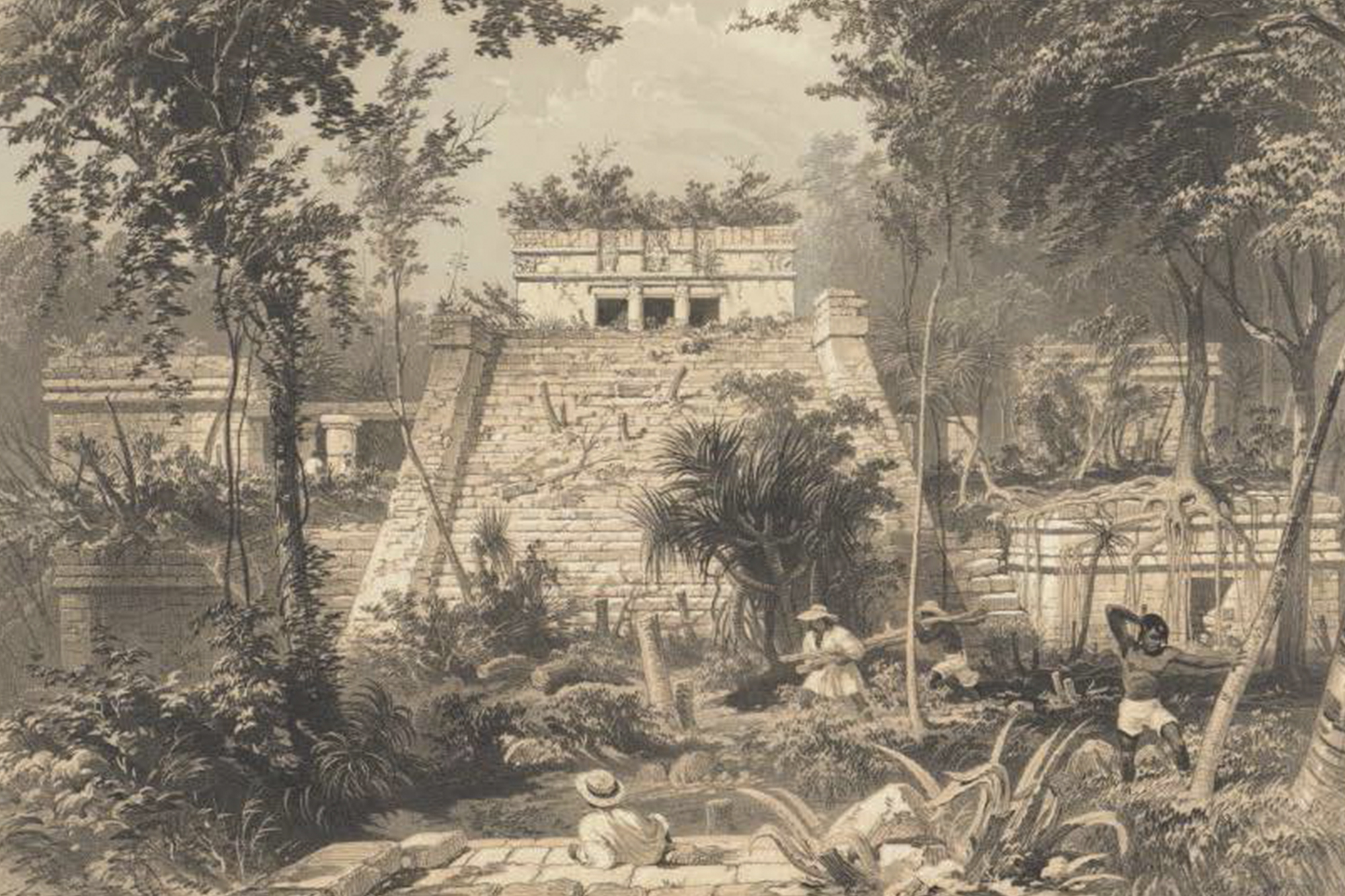
Cité maya de Tulum, lors de son exploration par John Lloyd Stephens (lithographie de 1844, par Frederick Catherwood).

Pour les articles homonymes, voir Effondrement (homonymie).
L'effondrement de la civilisation maya classique est le phénomène de déclin et d'abandon qui a touché la plupart des cités mayas des Basses-Terres à la fin de la période classique mésoaméricaine (750 - 1050). Dans les années 1840, en explorant les cités mayas ensevelies sous la végétation, John Lloyd Stephens se demandait déjà comment de magnifiques cités avaient pu sombrer complètement dans l'oubli. Ce phénomène a intrigué les archéologues, mais également fasciné le grand public depuis la redécouverte de la civilisation maya au XIXe siècle, au point de devenir une idée reçue. Il a donné lieu à de nombreuses théories scientifiques ou fantaisistes et commence seulement à être mieux compris,  à mesure que les progrès de l'archéologie comblent les lacunes des connaissances. On tend actuellement à l'expliquer par la combinaison de plusieurs facteurs plutôt que de l'attribuer à une cause univoque et on prend mieux en compte la diversité régionale du monde maya classique, qui permet d'affiner l'analyse du phénomène.

## Nature de l'effondrement

### Idées reçues
Contrairement à une idée répandue dans le grand public, l'effondrement de la civilisation maya classique n'est pas un phénomène généralisé qui aurait entraîné la disparition brutale des Mayas et de leur civilisation. Il n'a touché qu'une partie de la zone habitée par les Mayas, dont la civilisation s'est perpétuée à l'époque postclassique jusqu'à l'arrivée des Espagnols et même au-delà, au prix de profondes transformations. Le phénomène n'a pas été brutal, mais s'est étalé sur plusieurs siècles et s'est propagé progressivement à plusieurs régions, entraînant la mort des « cités perdues des Mayas » de ces régions et la disparition d'un système politique propre à la civilisation classique, celui de la royauté sacrée, ainsi que des monuments et des institutions qui l'accompagnaient.

### Chronologie et géographie de l'effondrement
L'évolution de nos connaissances permet actuellement de circonscrire le phénomène et d'en appréhender la chronologie. Les inscriptions constituent un indicateur de sa progression : les cités mayas célébraient la fin de périodes connues sous le nom de katuns par l'érection de monuments portant une date en compte long. La date 10.3.0.0.0 (889 apr. J.-C.) n'est plus célébrée que sur cinq sites. Quant à la date suivante, 10.4.0.0.0 (909 apr. J.-C.), elle n'apparaît plus que sur un seul site, Tonina.
Le phénomène a d'abord touché la région du Petexbatun au milieu du VIIIe siècle, puis de proche en proche d'autres régions des Basses-Terres. Alors que certaines régions connaissaient un déclin, les derniers siècles de la période classique voient l'épanouissement des cités de la zone Puuc au Yucatan, qui s'éteignent elles-mêmes au XIe siècle. Dans certaines régions périphériques, comme l'actuel Belize et l'est du Yucatan, des cités échappent à l'effondrement, par exemple Lamanai, un site dont l'occupation est attestée de manière ininterrompue depuis le préclassique jusqu'à la colonisation espagnole des Amériques.

### Plusieurs «effondrements»

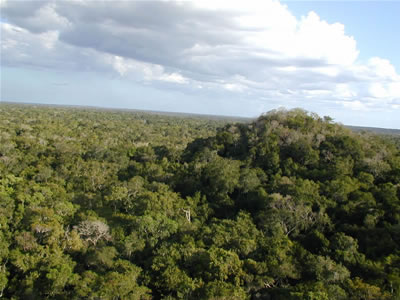
La cité d'El Mirador, depuis son effondrement, a été ensevelie sous la végétation tropicale (à droite, l'élévation est la pyramide d'El Tigre).

Au cours de la seconde moitié du XXe siècle, on croyait avoir décelé les traces d'un « effondrement » qui aurait affecté les Basses-Terres méridionales au VIe siècle, connu sous le nom de « hiatus ». Cette hypothèse avait pour point de départ l'arrêt des activités constructrices à Tikal. Il est maintenant clair qu'il s'agit d'un phénomène limité à cette cité, touchée par la défaite que lui avait infligé Calakmul.
Il semble par contre actuellement raisonnablement établi qu'une forme d'« effondrement » a touché une grande partie des Basses-Terres à la fin de l'époque préclassique, entraînant la disparition de très grands centres comme El Mirador.

## Causes

### Causes univoques
De nombreuses théories ont été émises - un auteur en aurait relevé près d'une centaine - qui pèchent généralement par le même défaut : il s'agit d'explications univoques, internes ou externes, souvent avancées par des chercheurs se focalisant sur un site ou une région. Le mayaniste David Webster a dressé un tableau de celles qui ont été le plus souvent évoquées. Certaines sont très peu plausibles, tandis que les autres, prises isolément, prêtent le flanc à la critique et peuvent être considérées comme réductrices.
- La théorie d'une révolte de la classe paysanne contre les élites, une des plus vieilles explications, a été défendue par le mayaniste John Eric Thompson. Les paysans, courbant sous le poids des corvées que leur auraient imposées la classe dirigeante, auraient refusé de continuer à construire des monuments prestigieux. Le principal argument archéologique invoqué en faveur de cette thèse est l'abandon de certains monuments en plein milieu de leur construction. On peut objecter que cette théorie n'explique pas la dépopulation de régions entières, comme le Petén où Cortés put encore l'observer lors de son passage en 1525.

- Les guerres internes, c'est-à-dire entre cités mayas, sont un facteur déjà évoqué par John Lloyd Stephens. Elles étaient effectivement fréquentes. Certains auteurs en minimisent la portée et les réduisent à des escarmouches, dont le but rituel aurait été la capture de victimes destinées au sacrifice. S'il ne fait plus aucun doute que certaines guerres ont entraîné la destruction totale d'une cité, comme par exemple Dos Pilas, il est pourtant difficile d'en faire une explication générale.

- Les invasions étrangères constituent une hypothèse qui a connu une certaine popularité lors des années 1960 lorsque les archéologues qui exploraient le site de Seibal y discernèrent les signes d'influences extérieures vers 800. Cette influence fut attribuée à une invasion de Mayas Putun « mexicanisés »[9] venus du Tabasco sur la côte du golfe du Mexique. Cette théorie qui était encore citée dans l'avant-dernière édition du livre de Robert J. Sharer The Ancient Maya [10] a disparu de la dernière édition de cet ouvrage. Les textes de Seibal ont révélé que les noms et la titulature des nouveaux maîtres de la cité au IXe siècle s'inscrivent dans le cadre de la tradition classique, moyennant quelques emprunts extérieurs qui traduisent une tentative d'adaptation locale à un milieu en mutation[11].

- Le dérèglement des réseaux commerciaux est une théorie qui intègre l'effondrement maya dans un cadre plus large, au niveau de la Mésoamérique : les rapports économiques entre la zone maya et la cité de Teotihuacan dans le centre du Mexique. De tels rapports ont indiscutablement existé et on en a trouvé des traces sur plusieurs sites mayas, notamment à Tikal, sans compter la présence de Mayas à Teotihuacan même. La chute de Teotihuacan aurait entraîné l'interruption du réseau commercial qui était à la base de la richesse et du prestige des élites mayas. Cette théorie ingénieuse a été mise à mal par la révision de la chronologie de Teotihuacan. Alors que l'on situait jadis le déclin et la chute de la mégalopole mexicaine vers 750 ou même plus tard, on pense actuellement que ces événements ont eu lieu au VIe siècle[12], un décalage chronologique incompatible avec la période de l'effondrement maya.

- L'hypothèse d'une pathologie idéologique — Thomas Gann et John Eric Thompson avaient déjà évoqué en 1931 de possibles « causes religieuses et superstitieuses » — fut échafaudée en 1979 par Dennis Puleston. Ce dernier partit du fait que les Mayas avaient  une conception cyclique et prophétique du temps, dans laquelle certains événements, fastes ou néfastes, se reproduisaient à intervalles réguliers de cycles de 13 katuns (plus ou moins 256 ans) et conjectura  qu'au début (en 790) d'un katun 11 Ajaw censé être néfaste, les Mayas avaient renoncé à surmonter la crise qui menaçait leur monde et s'étaient abandonnés à leur sort. Rarement évoquée dans la littérature scientifique, cette hypothèse d'un phénomène collectif ne tient guère la route, si l'on considère le morcellement du monde maya en cités présentant chacune une histoire et une chronologie particulière.

- Des catastrophes naturelles, telles que des tremblements de terre ou des éruptions volcaniques, peuvent être exclues des causes de l'effondrement. De tels phénomènes n'affectent la zone des Basses-Terres que sur ses marges méridionales, comme à Quirigua, situé sur la zone de faille de Motagua, où l'on a relevé des indices d'activité tectonique. C'est également le cas du site de  Xunantunich. Ces cités, à l'exception de Quirigua, se sont relevées et les destructions ont été réparées. S'il existe des témoignages d'une éruption du volcan Lomo de la Caldera dans les Hautes-Terres, ayant provoqué la destruction du village Joya de Cerén pendant l'époque classique, on n'a retrouvé aucun indice d'une grande éruption, capable de modifier le climat d'une région entière de manière conséquente. Les cités de Quirigua, Xunantunich et Copán présentent des indices de destruction qui correspondent temporellement à une série de grands séismes rapprochés dans le temps, ayant eu lieu entre 750 et 950 sur les failles de Motagua et Polochic [13], qui constituent la limite entre les plaques nord-américaine et caraïbe. La répétition de séismes pourraient avoir aidé au déclin de cités déjà fragilisées par une chute des échanges avec la zone des Basses Terres, lesquelles semble avoir affronté à la même époque des vagues de sécheresse affectant un territoire aux ressources limitées et à la population croissante.

- L'hypothèse d'une épidémie inconnue, comparable à des pandémies telles que la peste noire et qui expliquerait la chute démographique, relève de la spéculation. Il convient de remarquer que, jusqu'à l'arrivée des Européens, les Amériques semblent avoir été exemptes des nombreuses épidémies provoquées par la cohabitation des humains et des animaux dans l'Ancien Monde. On ne peut néanmoins pas exclure complètement qu'une épidémie inconnue ait affecté les Mayas et disparu ensuite. On objectera qu'elle aurait sans doute dû affecter toute la zone maya et pas uniquement les Basses-Terres méridionales.

- La théorie d'un changement climatique, tel que la sécheresse, a fait l'objet d'un grand intérêt au cours des dernières années. Ce scénario apparaît d'autant plus séduisant que l'on a appris à mieux connaître l'action de phénomènes climatiques, tels que El Niño, qui peuvent affecter un hémisphère, si ce n'est le monde entier. La sécheresse est un phénomène endémique dans la zone maya, où, dans de nombreuses régions, des variations de la pluviosité d'une année à l'autre peuvent avoir des conséquences catastrophiques sur les récoltes. La situation échapperait à tout contrôle si la région connaissait une période exceptionnelle de sécheresse, ce qui semble avoir été le cas entre 800 et 1000. Ce scénario a fait l'objet d'une élaboration systématique de la part de Richardson Gill. Cet auteur ne fait pas mystère de sa préférence pour une théorie externe univoque qui lui paraît avoir le mérite de la simplicité par rapport aux théories complexes[14]. Pour vérifier une telle théorie il faut se tourner vers la paléoclimatologie : des géologues ont analysé les sédiments des lacs Punta Laguna et Chichancanab dans le Nord-est du Yucatan. On a employé différentes méthodes : la mesure de la quantité  d'oxygène 18 présent dans la coquille des gastéropodes, plus élevé en période de sécheresse, et la mesure de la quantité de gypse, qui précipite et se dépose au fond du lac dans les mêmes conditions. Les géologues sont arrivés à la conclusion que tel fut cas entre 800 et 1000 avec une aridité maximale en 922[15]. Pour intéressante qu'elle soit, peu d'archéologues invoqueraient actuellement le changement climatique comme la cause unique de l'effondrement classique, plutôt comme un facteur parmi d'autres. L'américaniste français  Dominique Michelet, qui n'exclut pas que la chose ait eu lieu, nuance  : « Je ne dis pas que c'est ce qui a tout provoqué, mais ça a pu avoir un impact sur un système qui était déjà en lui-même un peu fragile ». Soumise à l'épreuve des faits, la théorie se heurte à de nombreux écueils. On peut notamment se demander pourquoi la sécheresse n'a pas affecté simultanément le lac Chichancanab et la région Puuc située à peine à 100 km à l'ouest et dont l'apogée se situe précisément à la période où le phénomène aurait été le plus grave. Il semble également difficile de croire que le phénomène ait provoqué l'assèchement de grands lacs ou d'un fleuve comme l'Usumacinta[16].

- La dégradation de l'environnement due aux activités agricoles est une autre théorie en faveur auprès des spécialistes. Sous sa forme la plus simple, exposée par Sylvanus Morley au milieu du XXe siècle[17], elle pose que la pratique par les Mayas d'une agriculture extensive sur brûlis aurait épuisé les sols. Les paysans auraient alors quitté leurs terres pour aller s'établir ailleurs. La réalité est plus nuancée. Les paysans mayas des Basses-Terres cultivent certes un sol qui est généralement de qualité médiocre : la couche d'humus est généralement fine et le sol pauvre en matières nutritives. Ils ont néanmoins développé des formes d'agriculture intensive, capables de supporter d'importantes populations, comme le terrassement à Caracol par exemple ou encore le creusement de canaux pour drainer les zones marécageuses où l'on aménage des champs surélevés, comme à Pulltrouser Swamp au Belize.  Mais il faut pourtant ici aussi se garder de généralisations hâtives  : les recherches ont montré que certains « champs surélevés »  n'étaient que des formes de relief naturel[18]. La population continuant à augmenter, le système aurait été poussé jusqu'à ses limites. Sous une forme plus élaborée de la théorie, la pression démographique aurait obligé les Mayas à trouver de nouvelles terres arables, défrichant des terres de plus en plus fragiles sur les flancs des collines, comme à Copan. La déforestation se serait alors accompagnée d'une érosion et d'un appauvrissement rapide des sols.

Vu l'effondrement de l'agriculture et la montée des inégalités à des niveaux constatés nulle part ailleurs dans le monde , et vu l'étroite corrélation négative entre inégalités et biodiversité , on peut conjecturer des phénomènes révolutionnaires provoqués par un système de dictature sur fond de famines.

### Diversité régionale
On privilégie actuellement les explications qui présentent un faisceau de facteurs internes et externes et qui laissent une large part à la diversité régionale.